# Выборы президента США в округе Колумбия (2020)
Выборы Президента США 2020 года в округе Колумбия состоялись во вторник, 3 ноября 2020 года, в рамках президентских выборов 2020 года в Соединённых Штатах Америки. Избиратели округа Колумбия назначили выборщиков, которые представили их голос в Коллегии выборщиков 14 декабря 2020 года. Округ Колумбия имеет 3 голоса выборщиков.
В 2020 году Джо Байден одержал бескомпромиссную победу в Вашингтоне.

## История
Округ Колумбия является единственным субъектом, не являющимся территориальной единицей США, получившим право участвовать в президентских выборах. Благодаря ратификации 23-й поправки в 1961 году ему было выделено индивидуальное количество голосов выборщиков, пропорциональное его населению. В то же время поправка ограничила количество в пределах наименее густонаселенных штатов США (Вермонт и Делавэр — по 3 голоса выборщиков). В 1964 году округу Колумбия было присвоено три голоса выборщиков, и это число осталось неизменным.
Население округа всегда было привержено демократическому течению. Ни один республиканец не смог одержать победу на выборах в Вашингтоне. На выборах 2016 года голоса были распределены в следующей пропорции: 22 голоса — за Хиллари Клинтон, один — за Дональда Трампа.

## Опросы
| Источник опроса    | Период проведения (2020) | Размер выборки | Уровень погрешности | Дональд Трамп (республиканец) | Джо Байден (демократ) | Джо Джоргенсен (либиртарианка) | Хауи Хокинс (зелёный) | Другие | НИ |
| ------------------ | ------------------------ | -------------- | ------------------- | ----------------------------- | --------------------- | ------------------------------ | --------------------- | ------ | -- |
| SurveyMonkey/Axios | 20 октября — 2 ноября    | 495 (ПИ)       | ±6%                 | 5%                            | 94%                   | —                              | —                     | —      | —  |
| SurveyMonkey/Axios | 1-28 октября             | 969 (ПИ)       | —                   | 9%                            | 89%                   | —                              | —                     | —      | —  |
| SurveyMonkey/Axios | 1-30 сентября            | 343 (ПИ)       | —                   | 12%                           | 86%                   | —                              | —                     | —      | 2% |
| SurveyMonkey/Axios | 1-31 августа             | 252 (ПИ)       | —                   | 16%                           | 83%                   | —                              | —                     | —      | 2% |
| SurveyMonkey/Axios | 1-31 июля                | 290 (ПИ)       | —                   | 8%                            | 91%                   | —                              | —                     | —      | 1% |
| SurveyMonkey/Axios | 8-30 июня                | 151 (ПИ)       | —                   | 11%                           | 87%                   | —                              | —                     | —      | 3% |

## Результаты

### Кандидаты от Республиканской и Демократической партий США
| Округ | Карта | Джо Байден            | Джо Байден | Дональд Трамп         | Дональд Трамп | Победитель |
| Округ | Карта | Число проголосовавших | в %        | Число проголосовавших | в %           | Победитель |
| ----- | ----- | --------------------- | ---------- | --------------------- | ------------- | ---------- |
| Всего |       | 317 323               | 93,0 %     | 18 586                | 5,4 %         |            |

### Кандидаты от третьих партий США
| Партия                             | Кандидат       | Число проголосовавших | в %   |
| ---------------------------------- | -------------- | --------------------- | ----- |
| Либертарианская партия             | Джо Джоргенсен | 2 036                 | 0,6 % |
| Партия зелёных                     | Хауи Хокинс    | 1 726                 | 0,5 % |
| Партия за социализм и освобождение | Глория Ла Рива | 855                   | 0,3 % |
| Независимый кандидат               | Брук Пирс      | 693                   | 0,2 % |